# Hermann von Viebahn
Hermann Conrad Clemens Ferdinand von Viebahn (* 4. Oktober 1847 in Berlin; † 16. Oktober 1919 in Meiningen) war ein preußischer Generalleutnant.

## Leben

### Herkunft
Hermann war ein Sohn des Statistikers Georg von Viebahn (1802–1871) und dessen Ehefrau Auguste, geborene Bitter (1815–1897). Der ältere Bruder Rudolf (1838–1928) wurde preußischer General der Infanterie, Georg (1840–1915) preußischer Generalleutnant.

### Karriere
Nach dem Besuch des Friedrich-Wilhelm-Gymnasiums in Oppeln studierte Viebahn zwei Jahre Rechtswissenschaften an der Universität Berlin. Am 1. April 1866 trat er als Grenadier in das Kaiser Alexander Garde-Grenadier-Regiment Nr. 1 der Preußischen Armee ein und nahm während des Krieges gegen Österreich an den Schlachten bei Soor und Königgrätz teil. Nach dem Friedensschluss avancierte er bis Anfang September 1866 zum Sekondeleutnant und absolvierte ab Oktober 1869 die Kriegsakademie. Aufgrund des Krieges gegen Frankreich musste Viebahn seine Studien unterbrechen, war für die Dauer der Mobilmachung Adjutant beim I. Bataillon im 1. Garde-Grenadier-Landwehr-Regiment und nahm an den Belagerungen von Straßburg und Paris sowie den Kämpfen am Mont Valerien teil.
Ausgezeichnet mit dem Eisernen Kreuz II. Klasse setzte Viebahn von Oktober 1871 bis Juli 1873 seine Studien an der Kriegsakademie fort und stieg am 1. Januar 1873 zum Premierleutnant auf. Vom 1. Mai 1874 bis zum 18. Mai 1876 folgte seine Kommandierung zum Großen Generalstab und am 15. September 1876 wurde er unter Stellung à la suite seines Regiments als Lehrer an die Kriegsschule nach Engers kommandiert. Unter Belassung in diesem Kommando wurde Viebahn am 21. August 1879 à la suite des 3. Garde-Grenadier-Regiments „Königin Elisabeth“ gestellt. Er avancierte Mitte Oktober 1879 zum Hauptmann und trat am 16. September 1881 mit Patent vom 11. Oktober 1878 als Kompaniechef im 6. Westfälischen Infanterie-Regiment Nr. 55 in den Truppendienst zurück. Mit der Beförderung zum Major wurde er am 21. September 1889 seinem Regiment aggregiert und am 17. April 1890 in das 5. Thüringische Infanterie-Regiment Nr. 94 nach Weimar versetzt. Daran schloss sich ab Mitte Mai 1891 eine Verwendung als Kommandeur des I. Bataillons im 3. Thüringischen Infanterie-Regiment Nr. 71 an. Am 26. Juni 1894 wurde Viebahn Rechtsritter des Johanniterordens. Unter Beförderung zum Oberstleutnant erfolgte Mitte Mai 1895 seine Versetzung als etatsmäßiger Stabsoffizier in das 4. Oberschlesische Infanterie-Regiment Nr. 63. Am 17. Juni 1897 wurde Viebahn Oberst und Kommandeur des 2. Thüringischen Infanterie-Regiments Nr. 32. In dieser Stellung erhielt er im Januar 1901 anlässlich des Ordensfestes den Kronen-Orden II. Klasse. Ab dem 18. Mai 1901 war er als Generalmajor Kommandeur der 50. Infanterie-Brigade (2. Großherzoglich Hessische) in Mainz. Er erhielt am 16. August 1902 den Roten Adlerorden II. Klasse mit Eichenlaub und wurde am 22. März 1903 in Genehmigung seines Abschiedsgesuches mit Pension zur Disposition gestellt.
Er zog nach Meiningen, wo er sich ein Haus gebaut hatte und wurde Vorsitzender des Krieger-Waisenhauses in Römhild sowie Führer der Sanitätskolonnen. Am 15. September 1905 würdigte ihn Kaiser Wilhelm II. durch die Verleihung des Charakters als Generalleutnant und am 16. Juni 1913 mit dem Stern zum Kronen-Orden II. Klasse. Während des Ersten Weltkriegs war er Territorialdelegierter des Roten Kreuzes. Besondere Verdienste erwarb er sich bei der Einrichtung der „Landes-Augenheilanstalt Herzogin Charlotte“ in Bad Liebenstein, die von Herzogin Charlotte von Sachsen-Meiningen ins Leben gerufen wurde.

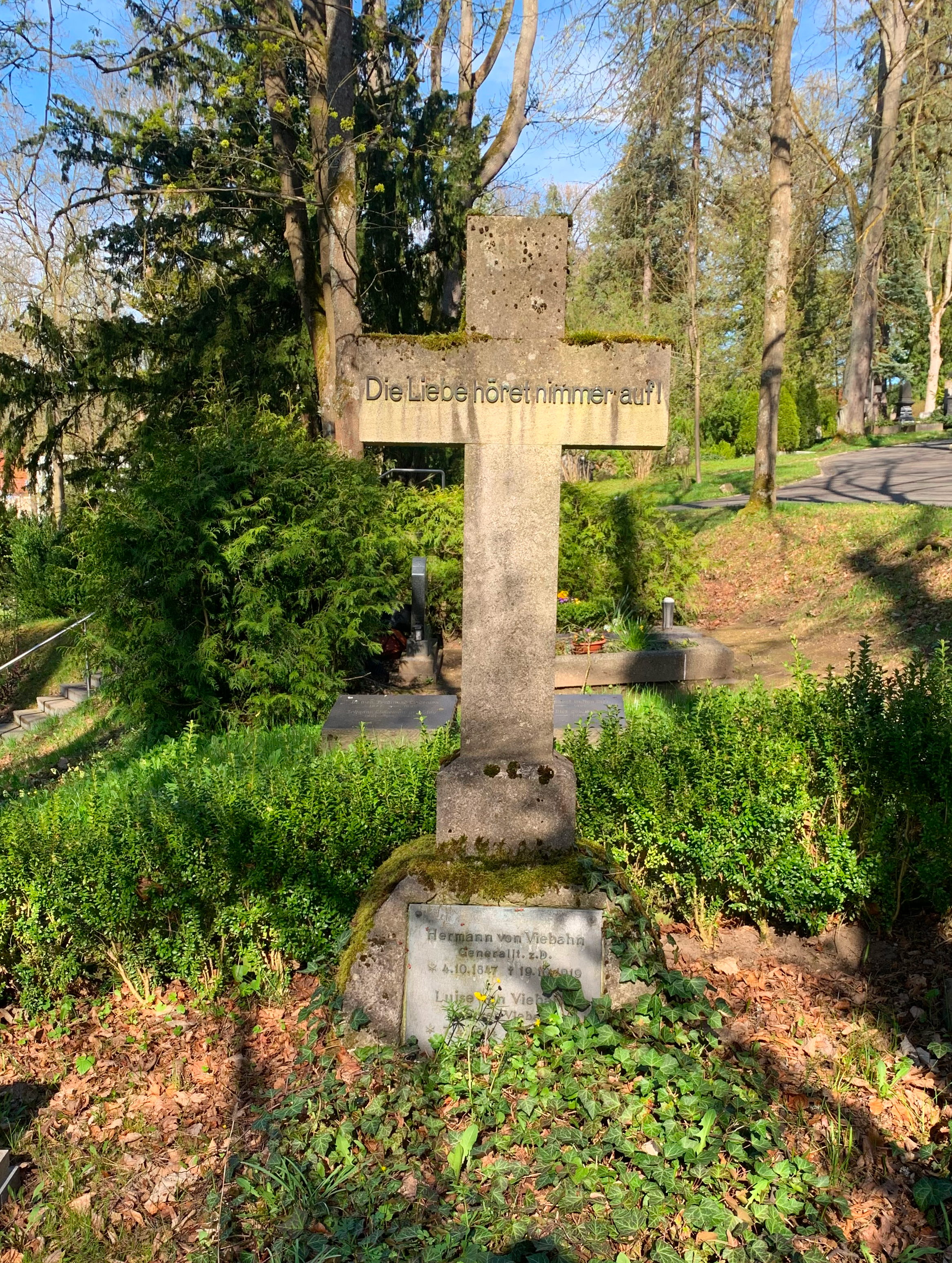
Grab von Hermann von Viebahn auf dem Parkfriedhof Meiningen

Er starb am 16. Oktober 1919 nach kurzer Krankheit in Meiningen und wurde dort am 19. Oktober 1919 beigesetzt.

### Familie
Viebahn heiratete am 24. April 1884 in Soest Luise von Viebahn (* 1864). Das Paar hatte mehrere Kinder, darunter:
- Heinrich (1885–1915), Oberleutnant, gefallen bei Jaroslau
- Georg (1887–1948), preußischer Hauptmann a. D. ⚭ 1912 Ursula Gräfin von der Goltz (1887–1966)
- Max (1888–1980), deutscher General der Infanterie
- Hans (1889–1977), deutscher Generalmajor ⚭ 1916 Viktoria-Luise Riebel (* 1893)
- Rudolf (1891–1914), Leutnant im Kaiser Alexander Garde-Grenadier-Regiment Nr. 1, gefallen bei Haution
- Helene (* 1892)
- Alexander (* 1896), Oberleutnant a. D. des Deutschen Heeres, stud. rer. pol., Hauptmann der Wehrmacht, gefallen am 24. Juni 1941 in Dembowo ⚭ 1921 Hedwig Noll (* 1896)
- Christine Pauline Anna (1898–1899)